# Kurigalzu Ier
Kurigalzu Ier est un roi de Babylone de la dynastie kassite ayant régné de 1391 à 1375 av. J.-C. Il est le fils de Kadashman-Harbe Ier, auquel il succède peut-être, même si c'est Kara-indash qui est généralement donné comme étant son prédécesseur immédiat.
Son règne marque le retour définitif de la Babylonie au rang de puissance politique majeure dans le Moyen-Orient depuis l'époque des rois amorrites Hammurabi et Samsu-iluna au XVIIIe siècle av. J.-C. La région est apparemment pacifiée, la puissance babylonienne n'est plus contestée, et il peut reprendre les anciens titres royaux comme celui de « roi de la totalité ». Sous son règne, une alliance matrimoniale est scellée avec l'Égypte, puisqu'une princesse babylonienne épouse Amenhotep III, comme cela est mentionné dans une lettre diplomatique d'un de ses successeurs retrouvée à Tell el-Amarna.
Kurigalzu Ier a surtout laissé l'image d'un grand souverain bâtisseur, puisque c'est à lui qu'il faut selon toute vraisemblance accorder la reconstructions de sanctuaires et de murailles dans les grandes villes du royaume, et non à Kurigalzu II (1332-1308 av. J.-C.) même s'il existe une confusion pour certaines constructions, car les inscriptions de fondation laissées par ces deux rois ne permettent que rarement de les différencier. Ces dernières constituent pas moins des deux-tiers des inscriptions de fondation laissées par des rois kassites. On connaît des travaux entrepris par un roi nommé Kurigalzu à Adab, Akkad, Babylone, Sippar, Nippur, Isin, Uruk et Ur.
La plus grande réalisation attribuable à Kurigalzu Ier est la construction d'une nouvelle capitale à son nom, Dur-Kurigalzu, « Fort Kurigalzu », située sur l'actuel site de Aqar Quf dans la périphérie de Bagdad. Cette identification est quasiment certaine depuis la découverte d'un texte du règne de Burna-Buriash II (1359-1333 av. J.-C.) mentionnant le nom de cette ville ; celui-ci étant le père du deuxième Kurigalzu, il est impossible d'attribuer à ce dernier la construction de la ville. Elle est divisée en deux complexes principaux : un complexe cultuel disposant de temples et d'une ziggurat ; et un vaste complexe palatial organisé autour de plusieurs unités qui n'a été que partiellement dégagé mais occupe un tell de 420 000 m2.
Par tous ces aspects, le règne de Kurigalzu apparaît comme un tournant dans la dynastie kassite : il dispose d'un royaume agrandi et stabilisé par ses prédécesseurs qui ont assuré la domination sur toute la Mésopotamie méridionale, puis il entreprend une œuvre de restauration des grandes villes et la construction d'une capitale qui garde ce statut jusqu'à la chute de la dynastie kassite en 1155 av. J.-C. Son règne marque donc l'affirmation de la puissance babylonienne et un retour de la prospérité dans cette région, et il inscrit les rois kassites dans la tradition des anciens rois de Babylone et de la Mésopotamie du Sud. Kadashman-Enlil Ier lui succède en 1374 av. J.-C.